# Klinkenberg (Gees)

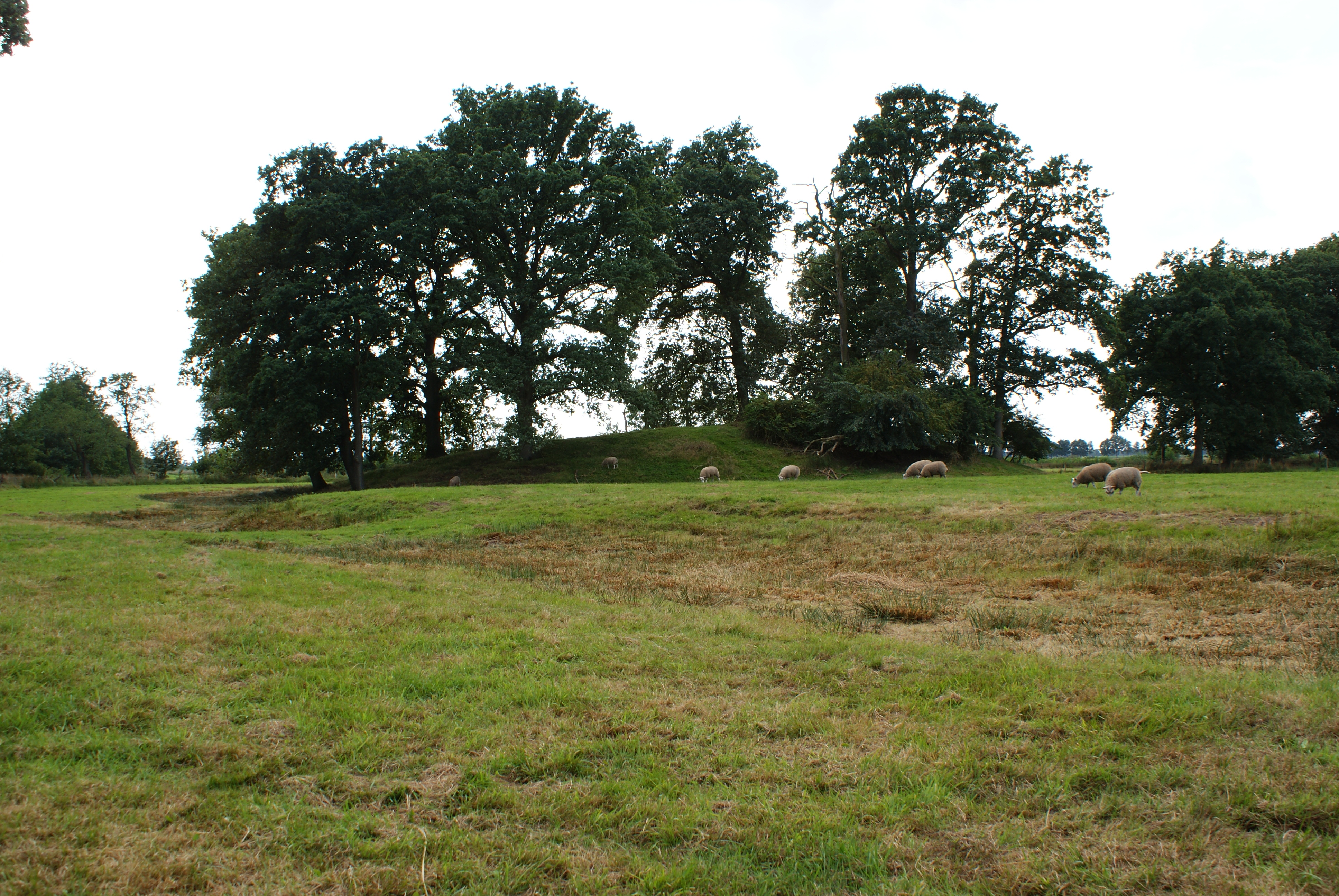
De Klinkenberg

De Klinkenberg is het restant van een mottekasteel bij het Drentse dorp Gees. De Klinkenberg ligt langs de Geeserstroom (Marsstroom) aan de Muzelweg, vlak bij de Goringdijk.
Het mottekasteel bestond uit een hoofdburcht en een voorburcht en werd omgeven door een achtvormige gracht. Uit opmetingen in 1847 blijkt dat de motte van de voorburcht, ook wel Keutershoogte genoemd, vijf meter hoog was en de motte van de hoofdburcht zes meter. In 1936 werd de voorburcht en een deel van de hoofdburcht afgegraven voor zandwinning. De nu nog resterende heuvel is zo’n vier meter hoog.
In 2002 is archeologisch onderzoek uitgevoerd waarbij bleek dat de gracht niet direct in verbinding stond met de Geeserstroom. In de gracht werden een kruisboog en pijlpunten aangetroffen. Een houten paal bleek uit 1239 te dateren.
De Klinkenberg is sinds 2002 een beschermd monument.